# محمد بن عمرو بن عطاء
محمد بن عمرو بن عطاء تابعي أحد رواة الحديث النبوي ، هو أبو عبد الله محمد بن عمرو بن عطاء القرشي العامري المدني ، روى الحديث عن أبي حميد الساعدي في عشرة من الصحابة في وصف صلاة رسول الله صلى الله عليه وسلم وعن أبو هريرة وأبو قتادة وعبد الله بن عباس وسعيد بن المسيب وجماعة ، حدث عنه محمد بن عمرو بن حلحلة وعمرو بن يحيى المازني والوليد بن كثير وابن عجلان ومحمد بن إسحاق وعبد الحميد بن جعفر وابن أبي ذئب وآخرون ، توفي في آخر خلافة هشام بن عبد الملك.
قال ابن سعد :
| محمد بن عمرو بن عطاء | كانت له هيئة ومروءة كانوا يتحدثون أنه تفضي إليه الخلافة لهيئته وعقله وكماله لقي ابن عباس وغيره وكان ثقة له أحاديث | محمد بن عمرو بن عطاء |